# Oh my pumpkin!
〈Oh my pumpkin!〉(오 마이 펌킨!)은 AKB48의 66번째 싱글이다. 타이틀 곡의 센터 포지션은 오구리 유이가 맡는다.

## 발매 배경
전작 〈사랑 끝나버렸어〉로부터 약 7개월 만의 싱글이다.

## 선발 멤버
- 굵은 글씨는 첫 선발

Oh my pumpkin!
(센터 : 오구리 유이)
- AKB48정규 멤버: 무카이치 미온, 오구리 유이, 쿠라노오 나루미, 치바 에리이, 야마우치 미즈키, 사토 아이리, 아키야마 유나, 아라이 사에, 야기 아즈키
- AKB48연구생 : 이토 모모카, 하나다 메이
- AKB48졸업생 : 타카하시 미나미, 코지마 하루나, 마에다 아츠코
- HKT48졸업생 : 사시하라 리노
- JKT48 : 그라시아
- BNK48팀BIII : 훕
- MNL48 : 씨제이
- AKB48 Team SH : 궤이츄츄
- AKB48 Team TP : 린위신
- CGM48팀C : 룩껫
- KLP48 : 이샨